# Латтінгтаун (Нью-Йорк)
Латтінгтаун (англ. Lattingtown) — селище (англ. village) в США, в окрузі Нассау штату Нью-Йорк. Населення — 1881 особа (2020).

## Географія
Латтінгтаун розташований за координатами 40°53′41″ пн. ш. 73°35′43″ зх. д. / 40.89472° пн. ш. 73.59528° зх. д. (40.894640, -73.595343).  За даними Бюро перепису населення США в 2010 році селище мало площу 9,92 км², з яких 9,73 км² — суходіл та 0,20 км² — водойми.

## Демографія
Згідно з переписом 2010 року, у селищі мешкало 1739 осіб у 614 домогосподарствах у складі 477 родин. Густота населення становила 175 осіб/км².  Було 707 помешкань (71/км²).
Расовий склад населення:
| - 95,1 % — білих - 2,7 % — азіатів - 0,5 % — чорних або афроамериканців |

До двох чи більше рас належало 1,6 %. Частка іспаномовних становила 2,4 % від усіх жителів.
За віковим діапазоном населення розподілялося таким чином: 25,1 % — особи молодші 18 років, 55,3 % — особи у віці 18—64 років, 19,6 % — особи у віці 65 років та старші. Медіана віку мешканця становила 48,0 року. На 100 осіб жіночої статі у селищі припадало 96,3 чоловіків;  на 100 жінок у віці від 18 років та старших — 95,6 чоловіків також старших 18 років.
Середній дохід на одне домашнє господарство  становив 252 253 долари США (медіана — 129 479), а середній дохід на одну сім'ю — 303 146 доларів (медіана — 166 000). За межею бідності перебувало 4,1 % осіб, у тому числі 4,9 % дітей у віці до 18 років та 0,7 % осіб у віці 65 років та старших.
Цивільне працевлаштоване населення становило 717 осіб. Основні галузі зайнятості: фінанси, страхування та нерухомість — 26,4 %, освіта, охорона здоров'я та соціальна допомога — 18,8 %, роздрібна торгівля — 10,3 %, науковці, спеціалісти, менеджери — 10,0 %.